# Mass Effect: Andromeda
Mass Effect: Andromeda è un videogioco action-RPG del 2017, sviluppato da BioWare e pubblicato da Electronic Arts per PlayStation 4, Xbox One e Microsoft Windows. Si tratta di uno spin-off della celebre saga di videogiochi Mass Effect.
Gli eventi narrati nel prologo del gioco si svolgono durante il XXII secolo, in parallelo agli accadimenti di Mass Effect 2 (all'interno della Via Lattea): l'umanità sta progettando di popolare nuovi mondi nella Galassia di Andromeda come parte di un piano spaziale per sfuggire alla possibile minaccia dei Razziatori. Il giocatore assume il controllo di Scott Ryder o Sara Ryder, un soldato molto esperto che si sveglia dall'ibernazione nella Galassia di Andromeda nei primi anni del XXIX secolo dopo un viaggio durato circa 600 anni.
Mass Effect: Andromeda ha ricevuto recensioni generalmente miste; nel periodo antecedente all'uscita sono stati criticati il design dei personaggi e le animazioni, sebbene gran parte di esse siano state migliorate con un aggiornamento uscito nel mese di aprile.

## Trama

### Ambientazione e personaggi
Mass Effect: Andromeda inizia nel 2185, si colloca tra gli eventi di Mass Effect 2 e Mass Effect 3. Le Asari, i Quarian, i Salarian, i Turian e gli Umani creano l'Iniziativa Andromeda, il cui falso obiettivo reso pubblico è quello di colonizzare la Galassia di Andromeda mentre in realtà è un tentativo per sfuggire ai Razziatori e fare in modo che le razze possano sopravvivere e prosperare lontano da essi. L'Iniziativa individua 7 eden abitabili e carica su 5 navi coloniali, chiamate Arche, 20.000 volontari per ogni razza e invia i coloni in un viaggio di sola andata dalla durata di 600 anni verso il Settore Heleus nella Galassia di Andromeda. A bordo di ogni Arca vi è un Pioniere, colui che viene incaricato di controllare se un pianeta è abitabile o meno. Nel 2819, tutte le razze arrivano a destinazione e iniziano a costruire il Nexus, una stazione spaziale con le stesse funzioni della Cittadella della Via Lattea.
Il protagonista della storia come in tutti i capitoli di Mass Effect è deciso dal giocatore e si chiama Scott Ryder se il personaggio scelto è di sesso maschile o Sarah Ryder se il personaggio scelto è di sesso femminile. Il loro padre è Alec Ryder, Pioniere della specie umana nonché ex N7 e veterano della Guerra del Primo Contatto. Gli altri compagni di squadra sono Cora Harper, biotica specialista ed ex ufficiale dell'Alleanza; Liam Kosta, ex agente F.O.R.T.3.; Pelessaria "Peebee" B'Sayle, studiosa ribelle asari; Nackmor Drack, anziano guerriero krogan, veterano della Ribellione dei Krogan; Vetra Nyx, mercenaria turian, esperta di corazze; Kallo Jath, pilota, ingegnere e ideatore salarian della Tempest; Suvi Anwar co-pilota e scienziata di bordo della Tempest; Gil Brodie, meccanico della Tempest; Lexi T'Perro, medico asari; S.A.M., l'IA di bordo e Jaal ama Darav, combattente della Resistenza di razza Angara, originaria del settore.

### Campagna
Nel 2819, dopo un viaggio durato 634 anni, l'Arca umana, la Hyperion, e Ryder si risvegliano dal sonno criogenico nel Settore Heleus, ad Andromeda. Mentre si dirigono su uno degli eden scelti, denominato Habitat-7, la nave coloniale viene colpita dal Flagello, un ammasso di energia oscura che causa la perdita di gravità all'interno della nave e manda in coma il gemello di Ryder. Il Pioniere Alec Ryder, padre di Scott e Sarah, informa Ryder e Cora che il pianeta in cui andranno a investigare potrebbe non essere più soggetto a una colonizzazione. Alec, Liam, Ryder, Cora e altri tre membri della squadra vengono inviati sul pianeta ma durante la discesa la navetta si spezza in due, sparpagliando il team. Ryder ripresosi dalla caduta si incammina sino al punto di ritrovo e nel viaggio oltre a ritrovare Liam, incontra una nuova razza ostile al gruppo, i Kett. Al punto di ritrovo ne segue un combattimento contro gli alieni che vengono respinti. Alec porta Liam, Cora e Ryder in una struttura aliena ed entra in contatto con i guardiani della struttura, chiamati Relictum, dei sintetici. Dopo aver sconfitto tutte le forze presenti nella struttura, Alec, assistito da Ryder, attiva un terminale all'interno del monolite nell'intento di stabilizzare la zona ma invece attiva una tempesta di fulmini che fa cadere i due dalle zona sopraelevata in cui si trovavano prima. Durante la caduta, il casco di Ryder si rompe e viene inevitabilmente a contatto con l'aria tossica del pianeta, allora Alec decide di sacrificarsi e gli dà il suo casco affinché possa sopravvivere.
Tornati sull'Hyperion, Ryder viene urgentemente operato e quando si risveglia gli viene detto che è stato scelto da suo padre, in punto di morte, come nuovo Pioniere umano dell'Iniziativa. Nel mentre, la nave attracca al Nexus, visibilmente incompleta e senza nessun'altra Arca presente, il nuovo Pionere viene a sapere dai principali esponenti del Nexus che tutti e 7 gli eden sono diventati inabitabili per motivi sconosciuti e che prima del loro arrivo, all'interno della stazione si è scatenata una rivolta, causata dalla mancanza di viveri, terminata con l'esilio di molti coloni. Quindi in qualità di nuovo Pioniere, come primo compito Ryder ha quello di trovare un pianeta colonizzabile prima che sia troppo tardi e scoprire il destino delle altre Arche. Per il compito, a Ryder viene affidata la Tempest, e al team si aggiungono Kallo Jath, Vetra Nyx, Suvi Anwar, Gil Brodie e Lexi T'Perro.
Il primo pianeta da colonizzare è Eos, un pianeta desertico contaminato dalle radiazioni e durante la missione entrano a far parte del team Drack e Peebee. Con l'aiuto di S.A.M., Ryder entra in una cripta dei Relictum dove scopre che all'interno è contenuto un complesso sistema di terraformazione in grado di rendere ospitale un pianeta in pochi minuti. Il neo-Pioniere scopre anche un sistema di mappe stellari che indica la presenza di altre cripte in altri pianeti e deduce che la riattivazione delle cripte sosterrebbe l'Iniziativa.
Mentre si dirigono verso il sistema Onaon, il team viene intercettato da una flotta kett e dopo aver discusso brevemente con il leader dei Kett, l'Arconte, la squadra semina le astronavi nemiche attraverso il Flagello. La Tempest, leggermente danneggiata, riesce a raggiungere il sistema Onaon e si rifugia su Aya che apparentemente sembra un pianeta vulcanico ma che in realtà nasconde la sede del governo di un'altra razza, questa volta più volenterosi a collaborare, gli Angara, in conflitto anch'essi con i Kett. Per guadagnarsi la loro fiducia, Ryder aiuta gli angara su altri due pianeti, Havarl e Voeld, e al gruppo si unisce un altro membro, Jaal ama Darav inizialmente inviato da Evfra de Tershaav, generale della Resistenza, a osservare i nuovi arrivati. Ryder guadagna totalmente la loro fiducia quando insieme a un gruppo di infiltrazione angara riescono a infiltrarsi in una struttura segreta su Voeld e riescono a salvare la Moshae Sjefa, una saggia e stimata scienziata angara. Durante l'infiltrazione Ryder e Jaal scoprono che i Kett non sono altro che Angara "elevati", e questa scoperta sconvolge Jaal che ne rimane profondamente segnato. Ritornata su Aya, la Moshae si offre di accompagnare il Pioniere alla cripta del pianeta. E lì apprende che l'Arconte cerca un oggetto denominato Meridian che sarebbe in grado di controllare tutti i mondi del settore. Ryder desideroso di fermare i Kett, rintraccia la nave ammiraglia dell'Arconte, la Verakan e scopre che ha catturato i coloni salarian dell'Arca Paarchero con lo scopo di studiarli e usarli come cavie da laboratorio. Ryder libera l'Arca che finalmente raggiunge il Nexus e mentre è sulla Verakan scopre la posizione di Meridian.
Ryder dunque si dirige verso la presunta posizione di Meridian, ma si rivela essere un'antica città di una civiltà chiamata Jardaan. Essi sono anche i creatori degli Angara stessi e Jaal quando apprende la notizia ne rimane traumatizzato. Ryder scopre anche che Meridian è una sfera di Dyson. L'Arconte, deciso più che mai a conquistare Meridian, sferra un'offensiva contro l'Hyperion, cattura il gemello e separa S.A.M. da quest'ultimo, con cui intende impossessarsi di Meridian. Ryder riesce ad attivare la flotta Relictum e, insieme all'Iniziativa e agli esiliati di Kadara, assaltano la flotta kett, che intanto si era posta a difesa del pianeta. Ryder dopo un intenso combattimento contro un architetto Relictum, riesce, grazie a dei terminali, a mandare in cortocircuito il sistema e così facendo l'Arconte muore folgorato, poi libera il gemello. Ryder viene acclamato come un eroe, avendo attivato Meridian e rendendo il Settore Heleus un posto più adatto alla colonizzazione. L'Hyperion dopo un atterraggio di fortuna diventa un monumento e i coloni si stabiliscono sul "pianeta" che diventerà la nuova casa dell'umanità.
In una scena dopo i titoli di coda si può vedere Primus, il secondo in comando, osservare Meridian e poi si allontana, alludendo ad un possibile sequel.

## Modalità di gioco
Mass Effect: Andromeda è un videogioco action-RPG in cui il giocatore assume il controllo di uno di due gemelli (Scott Ryder o Sara Ryder) con una visuale in terza persona; l'aspetto e il nome del personaggio possono essere modificati.
A differenza dei capitoli precedenti della serie Mass Effect, dove i giocatori iniziano ogni nuovo gioco scegliendo tra sei classi differenti che hanno il loro insieme unico di competenze, i giocatori hanno invece libertà di assegnare alcune abilità per poi specializzarsi verso una classe nel corso del gioco. Ad esempio, se il giocatore sceglie di investire esclusivamente nelle abilità biotiche, Ryder sbloccherà il profilo Adepto che si traduce in bonus relativi a tale stile di gioco. I punti esperienza sono guadagnati completando missioni e non c'è alcun limite al numero di punti che possono essere guadagnati. I punti assegnati a ogni abilità possono essere riassegnati in modo che i giocatori possano sperimentare gameplay molteplici senza dover ricominciare il loro gioco e costruire di nuovo le loro abilità.

### Navigazione ed esplorazione

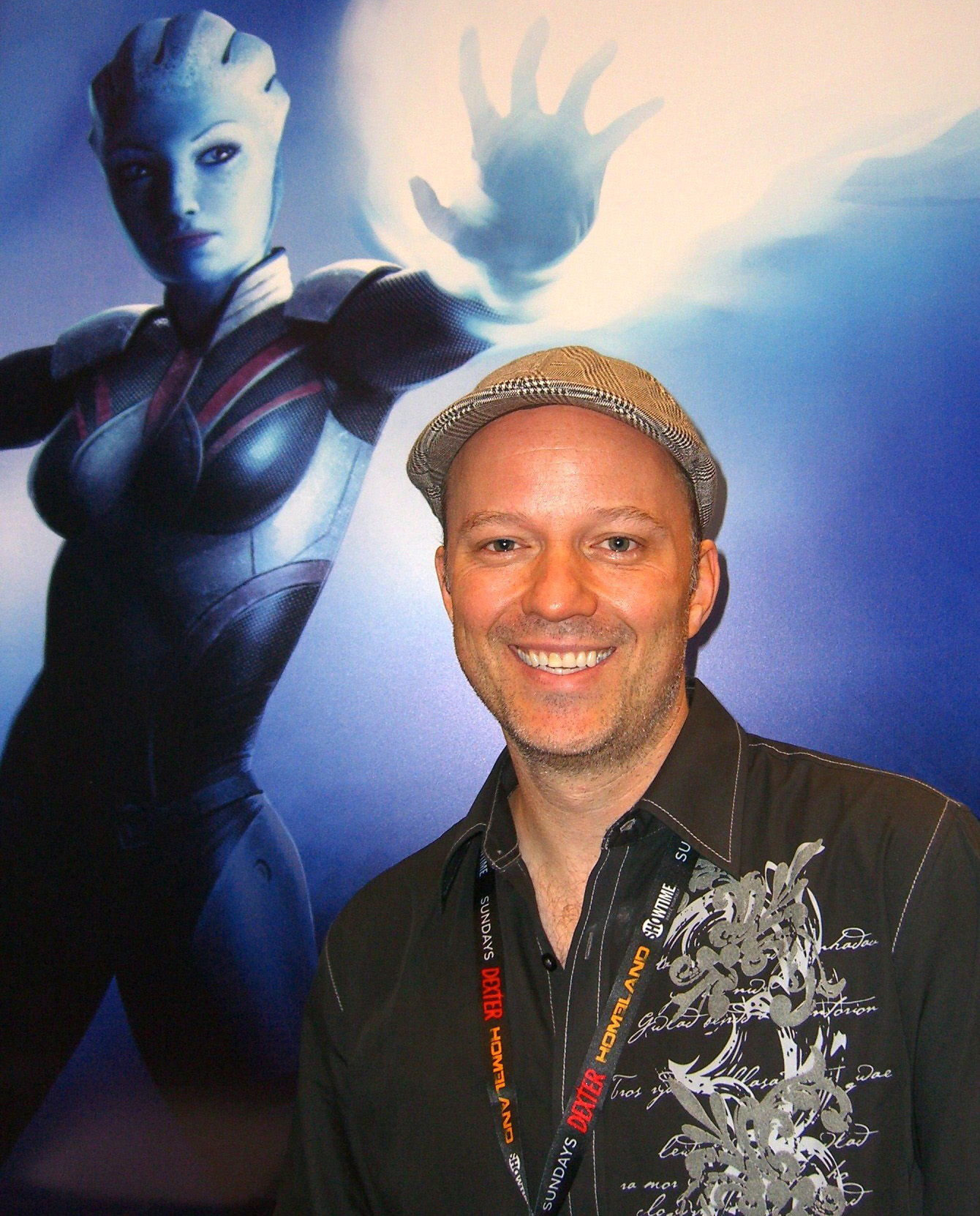
Mac Walters, direttore creativo del gioco

In Mass Effect: Andromeda, il giocatore esplora la Galassia di Andromeda selezionando destinazioni dall'interno di una nave chiamata Tempest. Dovendo stare sul ponte della nave, il giocatore è in grado di ispezionare i sistemi utilizzando una mappa galattica. Molti pianeti collegano il giocatore a missioni che devono essere completate, come ad esempio la distruzione di basi nemiche ostili o nascondigli, ricerca di oggetti con dati utili, o missioni per i compagni di squadra. Completando le missioni, il giocatore guadagna punti, che permettono alcuni aggiornamenti e ai pianeti di aumentare il loro livello di abitabilità, consentendo la costruzione di avamposti. Ogni pianeta ha un boss che il giocatore potrebbe non essere in grado di sconfiggere in un primo momento e che potrebbe essere necessario affrontare in seguito, una volta raggiunto un livello sufficiente con il personaggio di gioco.
I pianeti hanno elementi open world e possono essere esplorati utilizzando il Nomad, un veicolo a sei ruote motrici. Durante la guida del Nomad il giocatore ha la possibilità di eseguire la scansione del terreno del pianeta per trovare risorse e quindi distribuire i droni per raccoglierle. Esplorando nuove zone il giocatore può trovare aree di rilascio che fungono da punti viaggio rapido. Alcuni pianeti hanno rischi ambientali che devono essere valutati, come per esempio la tossicità o il calore. Nel corso del gioco, il giocatore può trovare progetti e risorse che vengono utilizzate per la lavorazione armi e armature. Ad alcune armi artigianali possono essere dati nomi personalizzati.

### Dialoghi
Come nei capitoli precedenti, il giocatore può interagire con i personaggi di Mass Effect: Andromeda utilizzando un menu radiale in cui appaiono le opzioni di dialogo. Ci sono quattro tipi di risposta a ogni conversazione: emotiva, logica, professionale e disinvolta. Occasionalmente nel corso delle conversazioni il giocatore è spinto a effettuare un'azione rapida, che offre momentaneamente una scelta aggiuntiva a quelle disponibili sulla ruota di dialogo. È possibile conversare con i personaggi a bordo della nave Tempest, Ryder è in grado di sviluppare amicizie e, se lo si desidera, relazioni romantiche con alcuni personaggi. Durante le sequenze di dialogo e di missione il giocatore ha il compito di prendere decisioni morali che non hanno una chiara distinzione buono / cattivo come nei precedenti capitoli ma risultano più sfumate.

## Accoglienza
Nelle settimane precedenti l'uscita del titolo, Mass Effect: Andromeda ha ricevuto alcuni commenti negativi da parte dei giocatori per quanto riguarda i personaggi del gioco, le animazioni facciali e il loro rendering, soprattutto durante le sequenze cinematografiche di intermezzo. In risposta alle critiche il produttore ha comunicato come non ci fossero piani a breve termine per migliorare le animazioni, lasciando però aperta questa possibilità per gli aggiornamenti futuri. BioWare successivamente ha rilasciato un aggiornamento nel mese di aprile per affrontare questi problemi, con conseguente miglioramento delle animazioni in alcuni momenti del gioco. La versione italiana del gioco rispetto alla trilogia originale è mancante del doppiaggio, risulta pertanto solo localizzata; questo fatto ha portato innumerevoli critiche al gioco facendo allontanare perlopiù i giocatori italiani e scatenando polemiche in rete che sono poi sfociate in una petizione. A seguito delle critiche relative ai bug alle fetch quest plurime presenti e alla natura del gioco in sé(molto diverso rispetto alla precedente trilogia)... le vendite non sono state del tutto soddisfacenti, tali che, l'editore EA ha chiuso a Giugno 2017 appena tre mesi dopo l'uscita, la sussidiaria di Bioware: Bioware Montreal.